# Grupo M96
O Grupo M96 (também conhecido como Grupo Leo I) é um grupo de galáxias na direção da constelação de Leo. Este contém pelo menos de 8 a 24 galáxias, incluindo três do Catálogo Messier.  O grupo é um dos muitos grupos do Superaglomerado de Virgem (Superaglomerado local).

## Membros
A tabela abaixo mostra as galáxias que são identificados e confirmados como membros do grupo pelo Nearby Galaxies Catalog, as medidas de Fouque et al, o Lyons Groups of Galaxies (LGG) Catalog, e três listas de grupos citadas pelo Nearby Optical Galaxy sample of Giuricin et al.
| Nome     | Tipo      | A.R. (J2000)  | Dec. (J2000) | Redshift (km/s) | Magnitude |
| -------- | --------- | ------------- | ------------ | --------------- | --------- |
| M95      | SB(r)b    | 10h 43m 57.7s | +11° 42′ 14″ | 778 ± 4         | 11.4      |
| M96      | SAB(rs)ab | 10h 46m 45.7s | +11° 49′ 12″ | 897 ± 4         | 10.1      |
| M105     | E1        | 10h 47m 49.6s | +12° 34′ 54″ | 911 ± 2         | 10.2      |
| NGC 3299 | SAB(s)dm  | 10h 36m 23.8s | +12° 42′ 27″ | 641 ± 6         | 13.3      |
| NGC 3377 | E5.5      | 10h 47m 42.4s | +13° 59′ 08″ | 665 ± 2         | 11.2      |
| NGC 3384 | SB(s)0    | 10h 48m 16.9s | +12° 37′ 46″ | 704 ± 2         | 10.9      |
| NGC 3412 | SB(s)0    | 10h 50m 53.3s | +13° 24′ 44″ | 841 ± 2         | 11.5      |
| NGC 3489 | SAB(rs)0  | 11h 00m 18.6s | +13° 54′ 04″ | 677 ± 2         | 11.1      |

## Grupo próximo
O Trio Leo, que incluem as galáxias espirais M65, M66 e NGC 3628, está localizado na mesma área física do Grupo M96. Atualmente, o Trio Leo é identificado como parte do Grupo M96. Os dois grupo atualmente separados formaram um grupo muito maior.